# Shikishima (nave da battaglia)
La Shikishima (敷島?) fu una nave da battaglia classe Shikishima della Marina imperiale giapponese impostata il 29 marzo 1897 nel cantiere di Thames Iron Works, Blackwall, varata il 1º novembre 1898 e completata il 26 gennaio 1900

## Storia
In seguito alla prima guerra sino-giapponese (1894-1895 e alla restituzione forzata della penisola di Liaodong alla Cina, in seguito alle pressioni russe (e del Triplice Intervento). Il Giappone iniziò a incrementare la sua forza militare in previsione di confronti militari futuri. In particolare si imbarcò in un programma decennale di rinforzo della flotta con la costruzione di sei corazzate e sei incrociatori corazzati.
La Shikishima venne ordinata ai Thames Iron Works, nel Regno Unito, nel 1897. Fu progettata da Phillip Watts e fondamentalmente fu una versione migliorata della classe Majestic di corazzate della Royal Navy.
La Shikishima servì nella guerra russo-giapponese, fu danneggiata nel bombardamento di Port Arthur, combatté nella battaglia del Mar Giallo e in quella di Tsushima, dove subì dieci colpi.
Durante la prima guerra mondiale rimase in acque domestiche. Riattrezzata nel 1919, nel 1921 venne declassata a «Nave di difesa costiera di prima classe» e relegata a incarichi di nave scuola. Venne disarmata in seguito agli accordi del trattato navale di Washington e dal 1923 utilizzata come nave scuola per gli equipaggi di sottomarini. Venne quindi designata come trasporto e radiata dal registro navale, ma rimase a Sasebo come scafo controllo danni, nave alloggio e centro di addestramento.
Scampò ai raid aerei statunitensi e al termine della seconda guerra mondiale era ancora a galla, anche se non più in grado di muoversi. Venne demolita nel 1948.